# 刘念智
刘念智（1912年9月—2000年3月），男，浙江定海人，中华人民共和国企业家、政治人物，曾任中国民主建国会中央委员会委员，全国工商联副主席，第四至七届全国人大代表。中国实业家刘鸿生之子。